# Cossignano
Cossignano là một đô thị ở tỉnh Ascoli Piceno ở vùngMarche, cách khoảng 70 km về phía nam của Ancona và khoảng 15 km về phía đông bắc của Ascoli Piceno. Đến thời điểm ngày 31 tháng 12 năm 2004, đô thị này có dân số là 1.029 người và diện tích là 15,1 km².
Đô thị Cossignano bao gồm các frazione (đơn vị cấp dưới) Ponte.
Cossignano giáp các đô thị: Carassai, Castignano, Montalto delle Marche, Offida, Ripatransone.